# 断言命题
在亚里士多德主义的逻辑中，断言命题仅仅只是断言某件事情是（或不是），而问题命题是在断言某件事为真之可能性（可能/不可能）。但在必然无疑性中则断言这些事物必然是真实的或虚假的。例如，“一个公司比一个国家更富裕。”的句式必然是有问题的，而诸如“一加一等于二”的句式必然是没问题的。

## 书籍
- 安东尼·弗洛. A Dictionary of Philosophy – Revised Second Edition St. Martin's Press, NY, 1979